# Joachim-Frédéric de Brzeg
Joachim-Frédéric de Brzeg-Liegnitz (allemand Joachim Friedrich von Liegnitz-Brieg; polonais: Joachim Fryderyk legnicko-brzeski; né le 29 septembre 1550 – Brzeg,† 25 mars 1602), est duc de  Oława et Wołów à partir de 1586 avec son frère comme corégent jusqu'en 1592 et de Brzeg depuis 1595 et de Liegnitz depuis 1596.

## Biographie
Jocahim Frédéric est le fils ainé de Georges II de Brzeg, duc de Brzeg-Oława-Wołów, et de son épouse Barbara de Brandebourg, fille de Joachim II Hector de Brandebourg. Il porte les noms de ses deux grands-pères : Joachim II Hector de Brandebourg et Frédéric II de Liegnitz.

### Jeunesse
Pendant le règne de son père Joachim Frédéric n'est pas impliqué dans le gouvernement du Duché de Brzeg. Il passe sept années à la cour de son oncle maternel, Jean II Georges de Brandebourg, depuis 1571 Électeur de Brandebourg. Comme représentant du Brandebourg, Joachim Frédéric assiste  au couronnement de Henri de France comme roi de Pologne en 1574 et au couronnement de Rodolphe II à Rome le 27 octobre 1575. Deux ans plus tard il reçoit une dot de  15 000 talers  en garantie de la cité de  Wąsosz à l'occasion de son mariage avec Anne-Marie d'Anhalt.

### Duc d'Oława-Wołów
Georges II meurt le 7 mai 1586. Joachim Frédéric et son jeune frère Jean-Georges obtiennent le gouvernement d'Oława où ils établissent leur résidence et Wołów mais pas de Brzeg, qui est donné à titre de douaire par le défunt duc à sa veuve Barbara de Brandebourg comme Oprawa wdowia.
Quand  Jean-Georges meurt sans descendances le 6 juillet 1592 Joachim Frédéric devient seul duc de leurs possessions toujours à l'exception de Brzeg Oprawa wdowia de leur mère Barbara et d'Oława Oprawa wdowia de sa belle-sœur Anne de Wurtemberg, veuve de Jean-Georges. Deux événement modifient la situation : le 24 octobre 1594 Anne se remarie avec le duc Frédéric IV de Legnica et en conséquence renonce à son douaire de veuve. Deux mois plus tard Barbara meurt le 2 janvier 1595 et Joachim Frédéric réunifie la totalité de l'héritage paternel. Le duché s'étend également aux régions Dzierżoniów et de Srebrna Góra, qui recèlent des métaux précieux. Il hérite également du Liegnitz en 1596 après la mort sans héritier du duc Frédéric IV.

### Gouvernement et Fonctions
Joachim Frédéric est un souverain habile. Il confirme les privilèges précédemment accordés aux cités et favorise le développement de l'artisanat. À Oława, grâce aux revenus des mines de Dzierżoniów et de Srebrna Góra il fait bâtir des fortifications. Il institue également une pension pour la fille célibataire du duc déposé Henri XI de Legnica. Du fait de ses relations familiales et de ses bonnes relations avec la cour de Prague il exerce des fonctions honorables. À partir de 1585 il assume la dignité de Prévôt Luthérien du chapitre de Magdebourg, et en 1588 il est nommé « Commandant Général » des armées régulières de Silésie.

### Mort
Joachim Frédéric meurt le 25 mars 1602 à Brzeg. Le 7 mai il est inhumé dans l'église locale dédiée à saint Hedwige. Selon ses dernières volontés du 16 décembre 1595, il accorde la région d'Oława à son épouse comme douaire Oprawa wdowia. Il a comme successeurs deux fils survivants, Jean-Christian et Georges-Rodolphe. Comme tous deux sont encore mineurs la régence est exercée d'abord par leur mère Anne Marie puis après sa mort en 1605, par leur oncle Charles II de Poděbrady, duc de Ziębice-Oleśnica, c'est-à-dire de Münsterberg et d'ŒLs.

## Union et postérité
À Brzeg le 19 mai 1577, Joachim Frédéric, épouse Anne Marie (née à Zerbst, 13 juin 1561 - † Brzeg 14 novembre 1605), fille de  Joachim-Ernest d'Anhalt. Ils ont six enfants.:
- Georges- Ernest (né Oława, 29 aout 1589 – † Oława, 6 novembre 1589).
- Jean Christian
- Barbara Agnes (née Oława, 24 février 1593 – † 24 juillet 1631), épouse le 18 octobre 1620  Hans Ulrich von Schaffgotsch zu Kynast et Greiffenstein, Baron de Trachenberg et Warmbrunn.
- Georges Rodolphe
- Anna Maria (née Brzeg, 16 décembre 1596 – † Brzeg, 25 mars 1602).
- Maria Sophia (née. Brzeg, 26 avril 1601 – † Prochowice, 26 octobre 1654).

## Sources
- (en) Cet article est partiellement ou en totalité issu de l’article de Wikipédia en anglais intitulé « Joachim Frederick of Brieg » (voir la liste des auteurs), édition du 4 juillet 2014.
- (en) & (de) Peter Truhart, Regents of Nations, K. G Saur Münich, 1984-1988 (ISBN 359810491X), Art. « Brieg (Pol. Brzeg) », p.  2448-2449.
- (de) Europäische Stammtafeln Vittorio Klostermann, Gmbh, Francfort-sur-le-Main, 2004  (ISBN 3465032926),  Die Herzoge von Liegnitz, Brieg und Wohlau 1586-1675 des Stammes der Piasten  Volume III Tafel 11.